# 寺田千恵
寺田 千恵（てらだ ちえ、1969年4月11日 - ）は、山口県生まれの福岡県育ちで岡山県在住のボートレーサー。
登録番号3435。身長157cm。血液型O型。65期。岡山支部所属。
夫は競艇選手の立間充宏。ニックネームは「てらっち」。同期に柏野幸二らがいる。

## 来歴
- 山口県防府市で出生。幼い頃に父親を亡くし、福岡で母に育てられた。

- 高校を卒業後、母から勧められた競艇選手となるべく、本栖研修所での訓練を経て、1989年にデビュー。デビューから5年目で初優勝を果たした。その後着々と力をつけ2000年度後期は優勝6回・勝率7.46、2001年度前期は優勝3回・勝率7.88の好成績を残した。

- 2001年6月に唐津競艇場で行われたSGグランドチャンピオン決定戦競走では、女子選手では初めてとなる優勝戦進出を果たした。しかも優勝戦では1号艇という快挙であった（優勝戦はスタートで後手を踏み5着）。この年に稼いだ獲得賞金6721万5000円は、女子競艇選手の年間獲得賞金としては2022年にSGを制した遠藤エミに抜かれるまで史上最高額であった。

- 2002年2月12日に、立間と結婚。同時に産休に入った。

- 2003年後期から、岡山支部に移籍して復帰した。復帰した期から優勝を果たしており、現在に至るまで女子の中心選手として活躍している。

- 2007年3月4日に徳山競艇場で行われた、第20回JAL女子王座決定戦(GI)の優勝戦で激戦を制して、GI初優勝を飾った。

- 2008年3月8日に津競艇場で行われた、第21回JAL女子王座決定戦5日目11レース（準優勝戦）にて1着になり、通算1,000勝を達成した。女子選手としては、鵜飼菜穂子、山川美由紀、日高逸子、谷川里江、佐藤幸子、角ひとみに続き8人目となる記録である。

- 2010年下関競艇場で行われた第23回JAL女子王座決定戦で、同競走2度目の優勝を果たした。

- 2011年10月16日ボートレース福岡のオール女子一般戦の優勝戦でスタート事故、同年から導入された「フライング休み後6か月間の女子戦斡旋停止（正式ではGIII競走開催要項第9条第1項に基づく出場資格の喪失期間）」の罰則で、2012年春の第25回女子王座決定戦競走が出場不能になった。

- 2014年7月4日ボートレース下関プレチャレンジカップ男女W テレボートカップ・JLC杯1Rで通算1500勝を達成。

- 2019年3月11日ボートレース児島第3回レディースオールスター競走で優勝[1]。

- 2020年11月29日ボートレース蒲郡第7回GIIレディースチャレンジカップで優勝。

## 人物・エピソード
- 夫である立間との出会いは、立間が同期の選手に紹介を頼み、藤丸光一（多摩川54周年優勝・第36回笹川賞4着）を通じて紹介されたのがきっかけである。

## 獲得タイトル
- 2007年第20回JAL女子王座決定戦（徳山競艇場）
- 2010年第23回JAL女子王座決定戦（下関競艇場）
- 2019年第3回レディースオールスター競走（ボートレース児島）
- 2020年第7回G IIレディースチャレンジカップ（ボートレース蒲郡）